# 太倉十子
太倉十子，又稱婁東十子，是指明末清初婁東地區的十位文人，即周肇、黃與堅、王揆、許旭、王撰、王昊、王抃、王曜升、顧湄和王攄。
太仓上游至太湖胥口为娄江，太仓以下称浏河，婁江源于唐代的元稹與白居易，婁東十子為吳偉業所稱許，輯《太倉十子詩選》。吴伟业在《太仓十子诗序》中指出娄东派与王世貞的關係，“至于琅琊、太原两王公而后大。两王既没，雅道凘灭。吾党出，相率通经学古为高，然或不屑于声律。”
程邑在《太仓十子诗序》分析：“子俶（周肇）沉骏，故兴踔而藻清；端士（王揆）雅懿，故思深而裁密；九日（许旭）淹茂，故气杰而音翔；庭表（黄与坚）雄瞻，故志博而味深；异公（王撰）笃挚，故才果而趣昭；惟夏（王昊）俶傥，故响矜而采烈；怿民（王抃）赡逸，故言远而旨微；次谷（王曜升）静迈，故锋发而韵流；伊人（顾湄）淡荡，故情深而调远；虹友（王摅）颖厚，故骨重而神寒。”顺治十七年，顾湄刊刻《太仓十子诗选》，成为娄江派象徵性的总结。